# مايك هيوز
مايك هيوز (بالإنجليزية: Mike Hughes)‏ (3 سبتمبر 1940 في المملكة المتحدة - ) هو مدرب كرة قدم ولاعب كرة قدم بريطاني في مركز الوسط. لعب مع كارديف سيتي ونادي إكزتر سيتي ونادي تشيسترفيلد ويوفل تاون.

## وصلات خارجية
- مايك هيوز على موقع قاعدة بيانات كرة القدم.إي يو (الإنجليزية)